# Slaget ved Poitiers (1356)
 Denne artikel omhandler Slaget ved Poitiers i 1356. Opslagsordet har også en anden betydning, se Slaget ved Poitiers.
Slaget ved Poitiers var et stor slag under Hundredeårskrigen mellem England og Frankrig. Slaget stod den 19. september 1356 nær Poitiers i Frankrig. Mellem Crécy i 1346 og slag ved Agincourt i 1415 var slaget ved Poitiers det andet af de tre store engelske sejre i krigen. Byen og slaget blev ofte omtalt som Poictiers. Det blev mindet ved krigsskibe i Royal Navy.

## Baggrund
Edvard, Fyrste af Wales (senere kendt som den sorte prins), der var den ældste søn af Kong Edvard 3., begyndte en stor chevauchée den 8. august 1356. Han brugte den brændte jords taktik mod nord fra den engelske base i Aquitaine i et forsøg på styrke sine styrker i det centrale Frankrig og at plyndre og ødelægge landområderne. Hans hær blev kun mødt med ringe modstand, og de brændte adskillige byer ned til grunden og levede af det de plyndrede, til de nåede floden Loire ved Tours. De kunne hverken erobre borgen eller nedbrænde byen på grund af et kraftigt regnskyl. Forsinkelsen gjorde det muligt for den franske kong Johan 2. at forsøge at fange Edvards hær. Kongen, der havde belejret Breteuil i Normandiet, lod hovedparten af sin hær ved Chartres gå mod nord til den belejrede by Tours. Han efterlod omkring 15-20.000 mand infanteri, som var af lavere rang og kvalitet end resten af hæren, for at komme hurtigere frem med resten.

## Forhandlinger inden slaget
Der foregik forhandlinger inden slaget ved Poitiers. De blev beskrevet af den engelske kommandant sir John Chandos. Han beretter om den sidste del af et møde mellem de to parter i et forsøg på at afværge en blodig konflikt ved Poitiers. Den ekstraordinære fortælling begynder kort inden slaget:
 I konferencen deltog kongen af Frankrig, sir John Chandos og mange andre prominente herrer. For at udskyde sagen og stoppe et slag samlede kongen (af Frankrig) alle baronerne på begge sider. Kongen talte ikke. Der kom greven af Tancarville, ærkebiskoppen af Sens (Guillaume de Melun) var der, ham fra Talaru i al hemmelighed, Charny, Bouciquaut og Clermont; de deltog for at rådgive den franske konge. På den anden side kom gerne Jarlen af Warwick, den gråhårede jarl af Suffolk, og Bartholomew de Burghersh, størstedelen af prinsens gehejmeråd og Audeley og Chandos, der havde et godt ry. Der holdt de deres parlament, og hver mand talte sin sag. Men deres råd kan jeg ikke referere, dog ved jeg med stor sandhed, når jeg hører min beretning, at de ikke kunne enes, hvorfor hver og en forlod mødet. Så kom de profetiske ord fra Geoffroi de Charny: 'Mine herrer,' sagde han, 'siden det er sådan, at denne fredsaftale ikke længere behager jer, giver jeg jer tilbuddet om at kæmpe, et hundrede mod et hundrede, hvor hver vælger fra sin egen side; og vid dette, hvem de hundrede det måtte blive, vid dette, skal alle andre forlade slagmarken og lade striden være. Jeg tror, at det vil være bedst at gøre sådan, og at Gud vil se mildt på os, hvis slaget bliver undgået, hvor så mange tapre mænd vil falde.

## Adelige og riddere

### Med den sorte prins
Jean Froissart skriver, at følgende kæmpede ved Poitiers: Thomas de Beauchamp, 11. jarl af Warwick, William de Ufford, 2. jarl af Suffolk; William de Montacute, 2. jarl af Salisbury, John de Vere, 7. jarl af Oxford, Reginald de Cobham, 1. baron Cobham, Edward le Despencer, 1. Baron le Despencer, Lord James Audley, lord Peter Audley (hans bror), lord Berkeley, lord Basset, lord Warin, lord Delaware, lord Manne, lord Willoughby, lord Bartholomew de Burghersh, lord of Felton, lord Richard of Pembroke, lord Stephen af Cosington; lord Bradetane og andre englændere; lord af Pommiers fra Gascon, lord of Languiran, captal of Buch, lord John den 69. af Caumont, lord de Lesparre, Rauzan, lord Condon, herren af Montferrand, herren af Landiras, lord Soudic af Latrau og andre (riddere); fra Hainowes, lord Eustace d'Aubrecicourt; lord John af Ghistelles, og to fremmede, lord Daniel Pasele og lord Denis af Amposta, en fæstning i Katalonien. Edward le Despencer, 1. Baron le Despencer kæmpede også ved Poitier under den sorte prins. Sir Thomas Felton kæmpede ikke kun ved Poitiers, men allerede under Slaget ved Crécy i 1346. En af de andre kommandører ved både Crécy og Poitiers var John de Vere, der er nævnt ovenfor.
Andre kilder angiver, at John af Ghistelles skulle være omkommet under slaget ved Crécy, så det er usikkert, om der er tale om den samme.

### Med kong Johan 2.
Froissart opremser her nogle af de adelige, der var samlet ved eller lige inden slaget, dog i mindre detaljeret grad end de engelske: Englænderne blev skygget af de dygtige franske riddere, der rapporterede til kongen, hvad englænderne foretog sig. Kongen kom til Haye i Touraine og hans folk havde krydset floden Loire, nogle over broen ved Orléans og nogle ved Meung ved Saumur, ved Blois og ved Tours og andre steder: Der var 20 tusinde våbenføre mænd og andre soldater. Han estimerer, at der var 26 hertuger, jarler (counts), mere end 120 banneres og fire sønner af kongen: hertug Charles af Normandiet, hertug Louis af Anjou, John, hertug af Berry og Lord Philip.
I den franske hær deltog også et skotsk kompagni ledet af Sir William Douglas. Douglas kæmpede i kongens egen bataljon, men da kampene så ud til at være overstået, blev Douglas overført til sine mænd til nærkampen. Froissart skriver, at "... jarlen Douglas af Skotland, som kæmpede tappert, men da han så modgang flygtede han og reddede sig selv; for han ville på ingen måde tages til fange af englænderne, han ville hellere falde på slagmarken".
Andre blev enten dræbt eller taget til fange under slaget: kong Johan 2.; prins Filip (yngste søn og stamfader til huset Valois-Burgund), Geoffroi de Charny, der bar Oriflamme, hertugen af Bourbon, Walter 6., greve af Brienne og Constable af Frankrig, Jean de Clermont, marshal af Frankrig, Arnoul d'Audrehem, greven af Eu, greven af la Marche og Ponthieu Jacques de Bourbon blev taget til fange under slaget og døde i 1361, greven af Étampes, greven af Tancarville, greven af Dammartin, grev Joinville, Guillaume de Melun, ærkebiskop af Sens.

## Slaget
Ved begyndelsen af slaget flyttede englænderne deres forsyningstropper med hestevogne og andet. Det fik franskmændene til at tro, at de var på retræte, og det provokerede dem til et hurtigt angreb med deres riddere mod de engelske bueskytter. Ifølge Froissart angreb englænderne fjenden, særligt hestene, med et regn af pile. Geoffrey the Baker beskriver, hvordan den franske rustning var usårlig overfor de engelske pile, og at pilespidserne enten deflekterede eller splintrede når de ramte rustningerne.
Hestenes rustninger var tyndere på flanken og bag på, så bueskytterne rykkede ud på siderne af kavaleriet og skød hestene i flanken. Det tyder på, at Baker havde ret i, at de havde svært ved at skyde gennem riddernes rustninger. Det var en udbredt måde at stoppe kavaleriets angreb på, fordi de faldne heste ofte ødelagde kampformation og den indbyrdes samhørighed i fjendens linjer. Resultatet var ødelæggende. Dauphin angreb Salisbury og pressede sine folk frem på trods af kraftig beskydning fra de engelske bueskytter og komplikationerne med at løbe ind i Clermonts flygtende fortrop. Green foreslår, at Dauphin havde tusindevis af soldater med sig i denne fase af angrebet. Han avancerede til de engelske linjer, men måtte i sidste ende falde tilbage. Franskmændene formåede ikke at komme igennem englændernes forsvarslinje. Denne fase af angrebet har varet omkring to timer.
Langbuernes effektivitet er uden tvivl blevet overdrevet, muligvis for at lave en sammenligning mellem de ignorante franske adelige, hvis skikke fulgte forældede regler om ridderlighed, og langbueskytterne, hvis taktik var et resultat af fornuft. Denne fremstilling er dog ikke universel, da de franske riddere ifølge Geoffrey de Baker ved både Poitiers (1356), Neville's Cross (1346) og Nogent (1359) dannede en skjoldmur der "beskyttede deres kroppe med samlede skjolde [og] vendte deres hoveder væk fra projektilerne. Så bueskytterne tømte deres pilekogger [sic] til ingen nytte".
dette kavaleriangreb blev fulgt op af et angreb fra infanteriet. Dauphins infanteri var i kraftige kampe, men trak sig tilbage for at omgruppere. Den næste bølge infanteri under hertugen af Orléans vendte om og flygtede, da de så, at Dauphins mænd ikke angreb. Det gjorde, at den styrke som kongen selv ledede, som var en meget stærk deling af hæren, ikke kunne bevæge sig ordentligt. Bueskytterne var ved at løbe tør for pile, og de sluttede sig derfor til infanteriet og kæmpede sammen med dem. Nogle af bueskytterne satte sig endda til hest og dannede et improviseret kavaleri.
Nu sendte kong Johan sine to sønner til slagmarken. Den yngste, Philip, blev hos kongen og kæmpede ved hans side i den sidste fase af slaget. Da Dauphin og de andre sønner trak sig tilbage, valgte hertugen af Orléans også at trække sig tilbage. Kampen var hård, men gemt af vejen i skoven havde den sorte prins en mobil reserveenhed, der blev ledet af Jean de Grailly, Captal de Buch. Det lykkedes dem at falde franskmændene i ryggen og flanken. Franskmændene var bange for at blive omringet og forsøgte at flygte. Kong Johan blev taget til fange sammen med sine nærmeste mænd efter stor modstand.

### Tilfangetagelsen af den franske konge
Froissart giver igen en detaljeret beskrivelse af tilfangetagelsen af kong Johan 2. og hans yngste søn:
 " ... Så mange englændere kom til det område, at de uundgåeligt fik åbnet kongens kamp, så franskmændene var så blandet sammen med deres fjender, at nogle gange var der fem mand mod én gentleman. Der blev fanget Pompadour og Bartholomew de Burghersh, og sir Geoffrey of Charny med kongens banner i sine hænder faldt; også lord Raynold Cobham dræbte jarlen af Dammartin. Derefter var der et stort pres for at fange kongen, og dem som kendte ham råbte, 'sire, giv op, ellers vil De dø.' Der var en ridder fra Saint Omer's, sir Denis Morbeke, der blev tilbageholdt med kongen af England, som havde tjent englænderne fem år før, fordi han i sin ungdom havde forladt kongeriget Frankrig, på grund af et mord han havde begået i Saint-Omer's. Der skete det gode for ham, at han befandt sig ved siden af kongen, da de skulle til at fange ham: han trådte frem i mængden og med styrken i sin krop og sine arme kom han til den franske konge og sagde på godt franks, 'Sire, overgiv Dem.' Kongen tog ridderen i sit åsyn og sagde: 'Hvem skal jeg overgive mig til? Hvor er min fætter, prinsen af Wales? Hvis jeg ser ham, vil jeg gerne tale med ham.' Denis svarede og sagde: 'Sire, han er her ikke; men overgiv Dem til mig, og jeg skal bringe Dem til ham.' 'Hvem er du?' udbrød kongen 'Sire,' svarede han, 'Jeg er Denis af Morbeke, en ridder af Artois; men jeg tjener kongen af England, fordi jeg blev forvist fra kongeriget Frankrig, og De har taget alt fra mig, som jeg havde der.' Da gav kongen ham sin højre panserhandske og sagde, 'jeg overgiver mig til dig.'"...

### Faldne og tilfangetagne
Blandt de notable personer, som enten blev taget til fange eller dræbt opremser Froissart:
- Kong Johan 2. af Frankrig; fanget
- Prins Filip, kongens yngste søn og stamfader til Huset Valois-Burgund; fanget
- Peter 1., hertug af Bourbon; fanget
- Walter VI, greve af Brienne og Constable of France, dræbt
- Jean de Clermont, Marshal af Frankrig; dræbt
- Arnoul d'Audrehem, Marshal af France; fanget
- Greven af Eu; såret og fanget
- Greven af Marche and Ponthieu; fanget
- Greven af Étampes; fanget
- Hertugen af Tancarville, fanget
- Hertugen af Dammartin; fanget
- Hertugen af Joinville; fanget
- Guillaume de Melun, Ærkebiskop af Sens; fanget
- Geoffroi de Charny, bærer af banneret Oriflamme; dræbt

## Efterspil
Edvard den sorte prins skrev kort efter i et brev til folket i London:
 Det blev besluttet, at vi skulle omgå dem, således at hvis de ønskede kamp eller trak mod os et sted, der ikke var til vores fordel, så ville vi være de første ... fjenden brød sig ikke om det og deres konge blev fanget og hans søn; og et stort antal andre vigtige personer blev både fanget og dræbt.

Han blev udleveret til Frankrig mod en stor løsesum.
Karmelittermunken og kronikæren Jean de Venette beskriver i detaljer kaosset i Frankrig efter slaget, som han ifølge sin beretning selv oplevede. Han skriver:
 ...Fra dette tidspunkt gik alt galt for kongeriet og staten gik i opløsning. Tyve og røvere skød op overalt i landet. Adelen foragtede og hadede alle andre og gjorde intet af nytte og profit for herremænd og almue. De underkastede sig og udplyndrede bønderne og mændene i landsbyerne. De forsvarede ingelunde deres land mod fjender. I stedet trampede de folk under fode, røvede og plyndrede bønderne.

 Jean referer ikke bare til den franske adel, men også til grupper der ligeledes plyndrede bønder og kirker.

## Yderligere læsning
- Cornwell, Bernard: 1356, HarperCollins, 2012. ISBN 978-0007478200.
- Christian Cameron, The Ill-Made Knight, Orion, 2013.